# Urbano Ortega
Urbano Ortega Cuadros, plus connu comme Urbano, né le 22 décembre 1961 à Beas de Segura (Andalousie, Espagne), est un footballeur espagnol qui jouait au poste de défenseur. Il fait actuellement partie du staff du FC Barcelone.

## Biographie

### Clubs
Urbano commence sa carrière au poste d'attaquant dans l'équipe de son village natal. Il passe ensuite dans les rangs du Real Jaén avant de débuter en première division avec l'Espanyol de Barcelone le 2 mars 1980. Ses bonnes performances avec l'Espanyol suscitent l'intérêt du FC Barcelone qui le recrute en 1982, le même été que Diego Maradona. Urbano reste pendant dix ans au Barça, parfois comme titulaire. 
Avec l'arrivée de Johan Cruijff au poste d'entraîneur en 1988, Urbano est titulaire mais il perd peu à peu du protagonisme face à l'éclosion de joueurs plus jeunes. Cette situation fait qu'Urbano retourne jouer avec l'Espanyol en 1991.
En 1993, il commence à jouer dans des clubs plus modestes comme l'UE Lleida, Mérida et Málaga. Il met un terme à sa carrière sportive en 1997. Il joue un total de 306 matchs en première division espagnole.

### Équipe nationale
Urbano ne débute pas avec l'équipe d'Espagne bien qu'il soit pré-sélectionné une fois. Il joue néanmoins neuf fois avec l'Espagne des moins de 21 ans. 
Il participe aux Jeux olympiques d'été de 1980. Lors du tournoi olympique, il joue trois matchs (Allemagne de l'Est, Syrie et Algérie).

### Entraîneur, directeur sportif
Urbano travaille pour le Villarreal CF entre 2000 et 2002, puis pour le FC Barcelone comme détecteur de talents. 
Lors de la saison 2003-2004, Urbano est l'assistant d'Esteban Vigo au Xerez CD en deuxième division. La saison suivante, il accompagne Esteban Vigo au Córdoba CF, puis au Dinamo Bucarest et à l'UE Lleida. Urbano est aussi un temps secrétaire technique de Grenade CF.
Lors de la saison 2007-2008, il est l'entraîneur du CD Baza en Segunda División B. En juillet 2009, il rejoint le staff du RCD Espanyol. À partir de 2011, il travaille aux côtés d'Andoni Zubizarreta et de Carles Puyol à la direction sportive du FC Barcelone.

## Palmarès
Avec le FC Barcelone :
- Vainqueur de la Coupe d'Europe des vainqueurs de coupe en 1989
- Champion d'Espagne en 1985 et 1991
- Vainqueur de la Coupe d'Espagne en 1983, 1988 et 1990
- Vainqueur de la Copa de la Liga en 1982 et 1986
- Vainqueur de la Supercoupe d'Espagne en 1983